# Psychedelic Pill
Psychedelic Pill — тридцать четвёртый студийный альбом канадского автора-исполнителя Нила Янга (десятый совместно с Crazy Horse), изданный в 2012 году. Второй альбом Янга и Crazy Horse за 2012 год и первый за девять лет, состоящий из оригинальных песен.

## Об альбоме
87-минутный Psychedelic Pill является самым длинным студийным альбомом Янга и, к тому же, единственным, который пришлось разделить на два диска. Его открывает эпическое полотно «Driftin' Back», выражающее презрение исполнителя к MP3 и прочим современным музыкальным форматам. За ним следует одноимённая с альбомом психоделическая композиция, напоминающая раннюю янговскую «Cinnamon Girl». Завершает первый диск песня «Born in Ontario», подчёркивающая канадское происхождение Янга. Вторую часть Psychedelic Pill открывает композиция «Twisted Road», ссылающаяся на классическую песню Боба Дилана «Like a Rolling Stone». Одной из последних вещей на альбоме является ещё одна эпическая композиция — «Walk Like a Giant», в которой Нил жалуется на то, что его поколение уже не в состоянии изменить мир (англ. We were ready to save the world, but then the weather changed, рус. Мы были готовы спасти мир, но затем погода поменялась).

## Отзывы
Psychedelic Pill был в целом положительно встречен критиками. Рецензент Paste Magazine Дуглас Хезелгрэйв, дав альбому 9 звёзд из 10, написал: «Psychedelic Pill, возможно, один из лучших альбомов, какие Янг когда-либо делал вместе с Crazy Horse. Уйдут годы, чтобы это выяснить.» Критик New Musical Express Дэн Стаббс дал Psychedelic Pill 8 звёзд из 9, отметив, что «„Ramada Inn“ и „Walk Like A Giant“ могут занять место среди лучших песен Янга». Альбом занял 8 место в основном чарте Billboard 200 и 2 место в чарте рок-альбомов, а также 7 место в канадском альбомном чарте. 16-минутная композиция «Ramada Inn» была включена Rolling Stone в лучшую десятку по итогам 2012 года.

## Список композиций
Диск 1
| №  | Название           | Длительность |
| -- | ------------------ | ------------ |
| 1. | «Driftin' Back»    | 27:36        |
| 2. | «Psychedelic Pill» | 3:26         |
| 3. | «Ramada Inn»       | 16:49        |
| 4. | «Born in Ontario»  | 3:49         |

Диск 2
| №  | Название                      | Длительность |
| -- | ----------------------------- | ------------ |
| 5. | «Twisted Road»                | 3:28         |
| 6. | «She's Always Dancing»        | 8:33         |
| 7. | «For the Love of Man»         | 4:13         |
| 8. | «Walk Like a Giant»           | 16:27        |
| 9. | «Psychedelic Pill» (Alt. Mix) | 3:32         |

## Участники записи
- Нил Янг — вокал, гитара, орган, свист
- Фрэнк Сампедро — гитара, бэк-вокал
- Билли Тэлбот — бас-гитара, бэк-вокал
- Ральф Молина — ударные, бэк-вокал

Гости
- Дэн Греко — бубен, колокола